# 蒿里山
蒿里山（こうりざん）は、山東省泰安市の泰山の麓の山。地獄を祀る祠が有ったとされる場所である（現在は廃墟）。漢語では「蒿里」だけで死者の国（＝黄泉）と言った意味にもなる。また封禅の儀に際しては禅が行われた場所でもある。

## 場所
蒿里山は山東省泰安市の泰山の登山口である紅門より南下すること5km程に位置する。明代に記された蕭協中の『泰山小史』には、その位置について「在州南二里許（州の南二里ばかりにあり）」と記載される。山の形状について同書は「一名亭禅、一名蒿里、與社首相聯（一の名は亭禅、一の名は蒿里、社首と相い聯なる）」と、記述する。つまり、「亭禅」と「蒿里」の二つの別名を紹介し、それが「社首」と連なっていた事を示している（現在は一つの丘のようになっている）。

## 信仰の形成
蒿里山は鬼神の山として、泰山にあり民衆に懼れられつつも信仰されてきた聖地である。
『泰山小史』の記述は在りし日の蒿里山を伝える。
「言うに人の死するや、魂は必ず蒿里山に帰する。山上に森羅大殿あり、三曹（三人の裁判官を指す）が対案する。七十五司の各神像を塑す。俗に言う地獄なり。今まで死者があると、紙を焚いて儀式を此処でする。白居易の詩にいう、「東岳の前後の魂、北邙の新旧の骨」と。また、『樊殿直廟記』に云う「人の生は蒿里に生命を受けて、その終わりは社首に帰る、ああ、像を設けて教えを為し、人に懼れを知らしめるに過ぎない。そうして、（人は）その善を図る」と。昔、呉道子（唐代の著名な画家）が成都で地獄の様相を画き、見る人はみな懼れた。市場にいる肉屋や酒売りなどは皆見に行かなかった。今、此処に遊ぶ者は未だにふざけているのを和やかに楽しんでいる、命を知らないために他ならない。」『泰山小史』より
以上に記される蒿里山の地獄思想について、フランスの東洋史家エドゥアール・シャヴァンヌは泰山への信仰の過程の中から生まれたものである、と自身の著作『泰山』の中で記している。シャヴァンヌは泰山のみに存する固有の信仰として生命を司ることを挙げる。彼は明の嘉靖11年（1532年）に世宗が嗣子を望んで泰山に祈ったことを引用し、命の生まれ出る所とされていた例をあげ、この様な生命の誕生の思想がまた、生命の帰結の思想を生んだとする（思想そのものの誕生は後漢の頃と推定）。そして死への思想がまた長寿への思想を生んだという。（7世紀もしくは8世紀よりと推定）そして、これらの泰山への信仰の過程に於いて、泰山の死の側面だけを特化して分離させた場所が、死者の魂の集う祠、蒿里山になったという（ちなみにシャヴァンヌの考察は顧炎武の『日知録』を踏まえている）。
泰山と死の思想に関して、澤田瑞穂は『中国の泰山』の中で、仏教伝来の初期に当たる三国より西晋代の経典には、漢訳の必要から、中国人に解りやすい例えとして、「泰山地獄」、「泰山王」、「泰山の鬼」という語を使っている用例が見られると指摘する。また、これが一般化し事実であるように思われるようになり、仏教の地獄説に倣って、泰山と地獄が結び付けられる様になったという。
蒿里山で行なわれていた信仰は、顧炎武や『泰山小史』のいうような道教的思想基盤の上に、十王信仰が入り、閻羅神を祀った森羅殿や十王を祀った十王殿が形成されていったものである。
澤田瑞穂は、何故、蒿里山が冥界の府となったかについて、封禅の儀を視野に入れて推測する。それは封が泰山の山頂で行なわれ、禅は蒿里山という丘で行なわれたことが、天と地という観念より、陰陽を連想させ、更に、生と死を連想させたのではないかと述べている。
補足として、
『泰山小史』にはその名の所以に関する記述があり、こう記される。
「蒿里山はまさに高里山となすべし。その高里山のもとと謂うなり。漢の武帝の太初元年に此に禅する。後世蒿里と訛りを為して。遂に鬼伯の祠となすとならん。」つまり、高里山の「高」という字が訛り蒿里山となり、その変化に伴って鬼伯（＝鬼神）の祠となったのであろうと記している。

## 歴史と文化
封禅についての記述を別として、蒿里山についての最も古い資料は「高里山総持経碑」である。これは五代後晋の天福9年（944年）の経塔であり、当時の山東省を治めた節度使によって建てられたものである。
次に蒿里山についての史料が見られるのは、元朝の至元21年（1284年）の「重修東岳蒿里山神祠記碑」である。碑の内容はほぼ『泰山小史』と同一の事を記し、ここが地獄の祠であったことを明記している。またその記述には唐から宋まで線香の火が途絶えることがなかったともある。この碑文は後述する「馬鴻逵の破壊」を逃れ、1971年に岱廟へ移されている。
明代に入ると、蒿里山は泰山と切っては切り離せない場所として小説に登場するようになる。明の西周生の『醒世姻縁伝』では泰山参拝の後に此処を訪れている。文中には参拝者は必ず訪れ、紙銭を燃やしたり法事を行なったとあり泰山の訪問とセットであった。ここでは、道士がお金を稼ぐために御神籤の筒を置いており、御神籤の上に閻王の名前が書いており、それをもとにお参りをするという形式をとっていた。
また『水滸伝』では主人公達が泰山を訪れた際に、泰山名所の記述として「蒿里山下、判官は七十二司を分かつ」とある。『聊斎志異』にも蒿里山は登場する。『聊斎志異』は短編小説集であり、その中の「布客」と題された小説中に蒿里山のことが記されている。
その内容は、主人公の友人となった旅人が実は蒿里山の鬼であり、本来は主人公を冥界へ連れて行く使いであったが、主人公が助けたことにより、自分の正体を明かして延命のための忠告をする。主人公はそれにより、事なきを得て、お礼に蒿里山で紙銭を燃やすというものである。
尚、20世紀初頭（1907年/光緒33年）に入っても、その信仰と風習が続いていたことを、シャヴァンヌは『泰山』で記している。また日本からは、常盤大定が（1918年/中華民国7年）に訪れ、蒿里山について詳細に記している。これは蒿里山廟がなお健在であったと言うことを示すものである。また、この頃に発刊された小説の『老残遊記続集』にも蒿里山は記されており、線香の煙が上がっていたとしている。
その後、中華民国20年（1931年）の破壊以後に蒿里山を訪れ、破壊について記したのは、趙新儒と馬場春吉である。

## 建物
- 森羅殿 - 地獄の法廷を表現した七十五司がある。
- 鉄将軍楼 - 鉄面無私と書かれた神像がある。
- 閻羅殿 - 閻羅王と従者の像があり、壁には二十四孝が描かれる。
- 十王殿 - 酆都大帝とそれに従う十王の姿が描かれる。
- 文峰塔

以上の5つの建築物をシャヴァンヌは記しているが、『泰山小史』には他に3つの建物を挙げる。
- 対岱亭 - 中華民国20年に破壊される。
- 環翠亭 - 『泰山小史』では中華民国20年に破壊されたとするが、シャヴァンヌは既になく、代わりに閻羅殿が建っていたとする。
- 鬼仙洞 - 中華民国21年には既に塞がってしまっていたという。

## 破壊
蒿里山の破壊については『泰山小史』の注がもっとも詳しい。中華民国20年、ここに馬鴻逵部隊が駐留して、諸廟を破壊して山頂に烈士の祠なるものを作ったと記されている。またこの時、地面より唐代の封禅の宝物が出てきたという。（封禅の項目を参照）

## フィクションに登場する蒿里山
- 小説・アニメ『十二国記』
  - 十二国世界において死者が帰る山とされ、主要な登場人物である泰麒の字「蒿里」の由来となった。